# Markowice (Opole)
Pour les articles homonymes, voir Markowice.
Markowice est une localité polonaise de la gmina de Głuchołazy, située dans le powiat de Nysa en voïvodie d'Opole.